# Ageniaspis reticulatus
Ageniaspis reticulatus är en stekelart som beskrevs av De Santis 1964. Ageniaspis reticulatus ingår i släktet Ageniaspis och familjen sköldlussteklar. Inga underarter finns listade i Catalogue of Life.